# Anisia media
Anisia media là một loài ruồi trong họ Tachinidae.